# Santa Inês (Paraná)
Santa Inês is een gemeente in de Braziliaanse deelstaat Paraná. De gemeente telt 1.882 inwoners (schatting 2009).